# Гидирим, Алексей Васильевич
Алексей Васильевич Гидирим (род. в 1941 году, с. Приморское Белгород-Днестровского района Одесской области) — российский юрист. Кандидат юридических наук (1978). Профессор, почётный преподаватель  Дипломатической академии МИД РФ.

## Биография

### Образование
Окончил Всесоюзный юридический заочный институт (1974), аспирантуру Дипломатической академии МИД СССР (1978).

### Профессиональная деятельность
В 1974—1976 годах — сотрудник Советского комитета за европейскую безопасность и сотрудничество.
С 1978 года — сотрудник кафедры международного права ДА МИД.
В 1993—2001 годах работал по совместительству начальником юридических управлений коммерческих банков «Кредо Банк», «Диалог-Банк» и «Банк Диалог-Оптим».
В 1984—1989 годах по направлению МИД СССР работал в Афганистане юридическим советником Политбюро ЦК Народно-демократической партии Афганистана.
Участвовал в работе ряда дипломатических конференций по урегулированию ситуации вокруг Афганистана, проблематике СБСЕ и ОБСЕ.
Является одним из авторов текста Заключительного акта СБСЕ, Конституции Демократической Республики Афганистан и ряда других международно-правовых актов.

## Научная деятельность
Автор монографий, научных статей, учебных пособий, глав учебников, посвященных правовой проблематике общеевропейского процесса, права международных договоров, ответственности по международному праву и т. п.

## Награды
- Орден «Дружбы народов» Демократической Республики Афганистан.
- Звание «Ветеран труда».